# توموكو كاويز
توموكو كاويز (باليابانية: 川瀬智子؛ بالكانا: かわせ ともこ) هي مغنية وكاتبة أغاني وعارضة ومنتجة أسطوانات وشاعرة وممثلة يابانية، ولدت في 6 فبراير 1975 في كيوتو في اليابان.

## وصلات خارجية
- الموقع الرسمي
- توموكو كاويز على موقع IMDb (الإنجليزية)
- توموكو كاويز على موقع ميوزك برينز (الإنجليزية)
- توموكو كاويز على موقع أول ميوزيك (الإنجليزية)
- توموكو كاويز على موقع ديسكوغز (الإنجليزية)